# Robert Mahlstedt
Robert Mahlstedt (Lebensdaten unbekannt) war ein deutscher Fußballspieler.

## Karriere
Mahlstedt gehörte Werder Bremen als Mittelstürmer an, für den er von 1933 bis 1939 in der Gauliga Niedersachsen, eine von zunächst 16, später auf 23 aufgestockten Gauligen zur Zeit des Nationalsozialismus als einheitlich höchste Spielklasse im Deutschen Reich, Punktspiele bestritt.
Während seiner Vereinszugehörigkeit gewann er dreimal die Gaumeisterschaft; seine Mannschaft nahm infolgedessen auch dreimal an der Endrunde um die Deutsche Meisterschaft teil, er jedoch kam nur in der Endrunde um die Deutsche Meisterschaft 1933/34 zum Einsatz. In der in vier Gruppen zu je vier Mannschaften ausgetragenen Meisterschaft bestritt er alle sechs Spiele der Gruppe B und erzielte sieben Tore. Im ersten Gruppenspiel am 8. April 1934 erzielte er bei der 2:5-Niederlage gegen den FC Schalke 04 mit dem Treffer zum 1:1 in der 20. Minute und dem Anschlusstreffer zum 2:3 in der 45. Minute gleich zwei Tore. Im letzten Gruppenspiel am 13. Mai 1934 beim 4:2-Sieg über den Eimsbütteler TV gelangen ihm gar drei Tore.
Im 1935 eingeführten Wettbewerb um den Vereinspokal, dem Tschammerpokal, bestritt er von 1935 bis 1938 in vier aufeinander folgenden Spielzeiten sieben Spiele, in denen er acht Tore erzielte. Sein Debüt bei der Wettbewerbspremiere gegen den Hamburger SV, gegen den sein Verein mit 4:5 unterlegen war, krönte er am 1. September gleich mit drei Toren. Ein Doppeltorerfolg hatte er am 29. August 1937 beim 5:2-Sieg im Erstrundenspiel gegen Rasensport Harburg.
Im Zweiten Weltkrieg spielte Mahlstedt als Soldat der Wehrmacht in der Gauliga Generalgouvernement im besetzten Polen für den Luftwaffensportverein Deblin, der mit ihm 1944 Vizegaumeister wurde.

## Erfolge
- Gaumeister Niedersachsen 1934, 1936, 1937
- Vizegaumeister Generalgouvernement 1944